# Línea Milwaukee District/West
La  Línea Milwaukee District/West (en inglés: Milwaukee District/West Line) es una línea del Tren de Cercanías Metra que opera entre las estaciones Union Station y Elgin.